# Isabel Grant

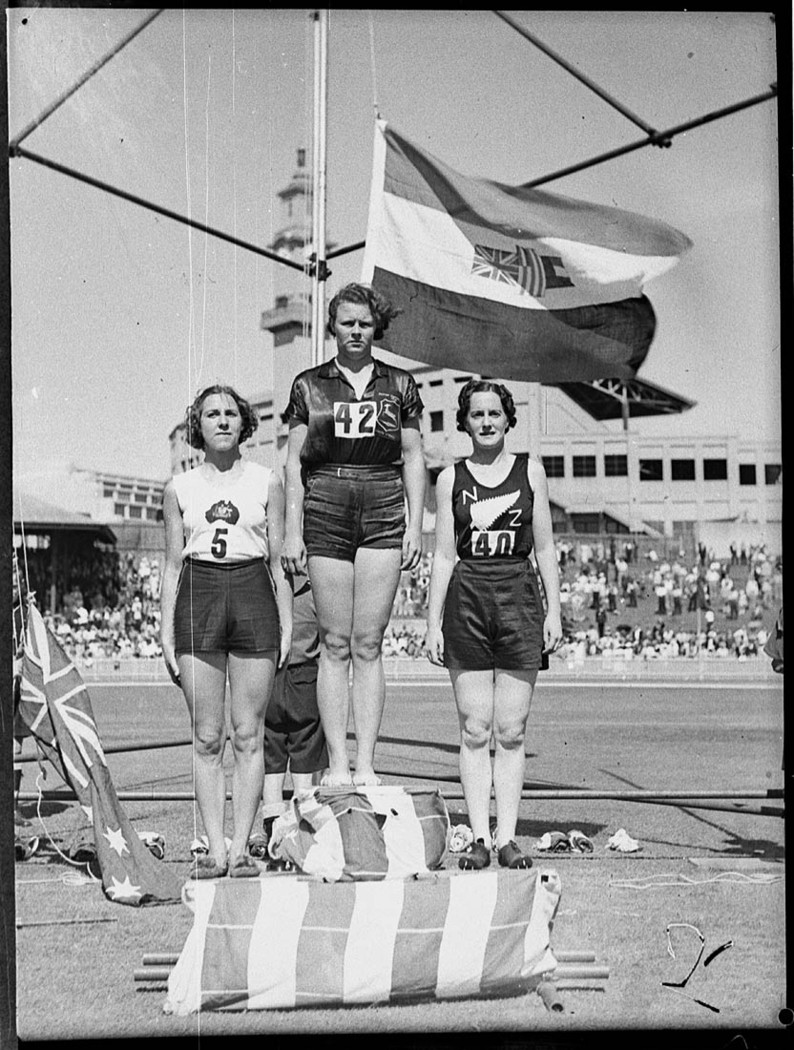
Isabel Grant, Barbara Burke, Rona Tong bei der Siegerehrung 80 m Hürden der British Empire Games 1938.

Isabel Grant (* 1916; † nach 1938) ist eine ehemalige australische Hürdenläuferin.
Bei den British Empire Games 1938 in Sydney gewann sie mit ihrer persönlichen Bestzeit von 11,7 s Silber über 80 m Hürden.
1937 wurde sie Australische Meisterin über 90 Yards Hürden.